# コブ＝ダグラス型関数

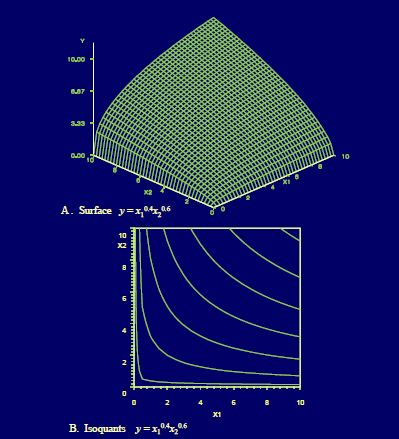
コブ＝ダグラス型生産関数の等量曲線

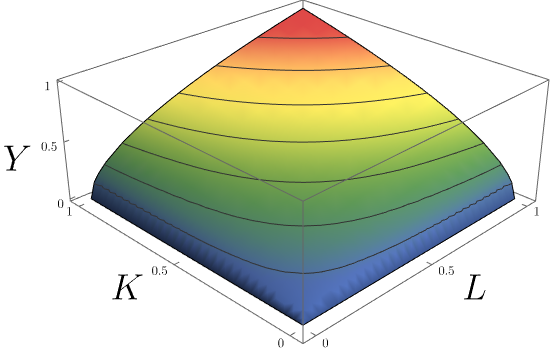
2生産要素のコブ＝ダグラス型生産関数の等量曲線

コブ＝ダグラス型関数（こぶ＝だぐらすがたかんすう、英: The Cobb–Douglas function）とは、投入要素間の代替の弾力性が1である生産関数や効用関数のこと。チャールズ・コブとポール・ダグラスによって提示され、実証的な妥当性について検証された。

## 歴史
ポール・ダグラスは、彼が資本と労働の生産との関連について研究していた1927年に初めてコブ＝ダグラス型関数の定式化に至ったと説明している。彼は数学者やチャールズ・コブと相談し、{\displaystyle Y=AK^{\alpha }L^{\beta }}の関数形を用いることになった。この関数形はクヌート・ヴィクセル、フィリップ・ウィックスティード、レオン・ワルラスなどに既に用いられていたことも述べている。クヌート・ヴィクセルが1926年に逝去して間もなく、ポール・ダグラスとチャールズ・コブはコブ＝ダグラス型関数の生産者理論への応用を試みる。その後、コブ＝ダグラス型関数はポール・サミュエルソンやロバート・ソローなどの経済学者に盛んに用いられるようになる。国レベルのマクロ生産関数を推定する分析手法は広く経済学研究で用いられ、ミクロ経済学的側面からマクロ経済学を分析する研究手法の先駆けとなった。

## 概要

### 2要素のとき
2生産要素のコブ＝ダグラス型生産関数は、
{\displaystyle Y=AK^{\alpha }L^{\beta }}
のように書ける。ただし、
- Y = 総生産量（通常は1年の総生産量）
- K = 資本ストック
- L = 労働投入量
- A = 全要素生産性
- αとβはパラメーター

である。要素分配率は生産の投入に対する弾力性とも解釈できる。例えば、α = 0.45であれば、資本ストックが1％上昇すると生産が0.45％上昇するということである。また、
- {\displaystyle \alpha +\beta =1}のとき、規模に関して収穫一定
- {\displaystyle \alpha +\beta >1}のとき、規模に関して収穫逓増
- {\displaystyle \alpha +\beta <1}のとき、規模に関して収穫逓減

となる。完全競争で{\displaystyle \alpha +\beta =1}のとき、{\displaystyle \alpha }は資本分配率、{\displaystyle \beta }は労働分配率と解釈できる。

### 一般形
2生産要素以上のコブ＝ダグラス型生産関数は以下のように書ける。
{\displaystyle Y=A\prod _{i=1}^{N}X_{i}^{\alpha _{i}}}
ただし
- Aは全要素生産性
- Nは生産要素の数
- X1, ..., XNは投入量
- {\displaystyle \alpha _{i}}は生産要素iの弾力性パラメーター

である。